# Município de Bristol (condado de Trumbull, Ohio)
Localização do Ohio nos E.U.A.
O município de Bristol (em inglês: Bristol Township) é um local localizado no condado de Trumbull no estado estadounidense de Ohio. No ano 2010 tinha uma população de 2919 habitantes e uma densidade populacional de 43,61 pessoas por km².

## Geografia
O município de Bristol encontra-se localizado nas coordenadas 41° 23′ 00″ N, 80° 51′ 47″ O. Segundo a Departamento do Censo dos Estados Unidos, o município tem uma superfície total de 66.94 km², da qual 66,85 km² correspondem a terra firme e (0,14 %) 0,09 km² é água.

## Demografia
Segundo o censo de 2010, tinha 2919 pessoas residindo no município de Bristol. A densidade de população era de 43,61 hab./km².